# Marta Christina Tijahahu

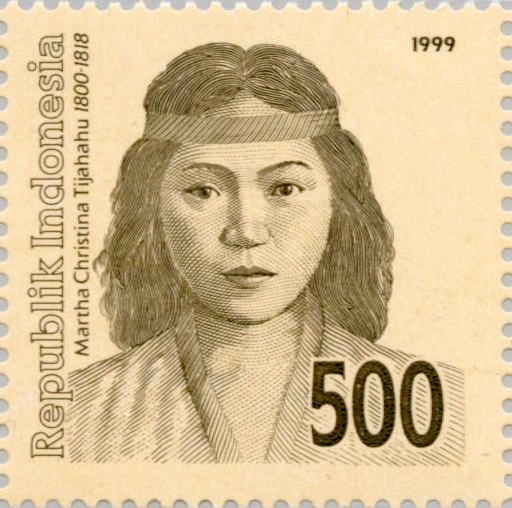
Martha Christina Tiahahu

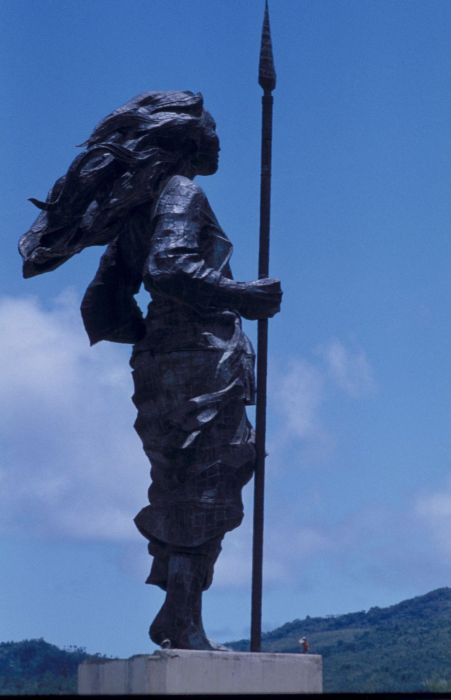
Statue Tijahahus in Ambon

Marta Christina Tijahahu (* 4. Januar 1800 auf Nusa Laut; † 2. Januar 1818 auf der Bandasee) war eine molukkische Freiheitskämpferin und Nationalheldin Indonesiens.
Sie war die Tochter eines Hauptmanns und schon in jungen Jahren im Militärwesen aktiv. Mit 17 Jahren trat sie in den Krieg ein, der vom Rebellenführer Pattimura gegen die niederländische Kolonialregierung geführt wurde, und kämpfte in mehreren Schlachten. Im Dezember 1817 wurde sie gefangen genommen und nach Java zur Sklavenarbeit geschickt. Auf dem Weg dorthin erkrankte sie und starb auf dem Transportschiff, das zu dieser Zeit über die Bandasee fuhr, nachdem sie eine medizinische Behandlung abgelehnt hatte.
Tijahahu wird in Indonesien als Nationalheldin angesehen; ihrer wird an ihrem Todestag durch einen Feiertag gedacht. Sie wurde mit zwei Statuen geehrt, eine davon in Ambon und die andere im Dorf Abubu auf Nusa Laut. Nach ihr wurden außerdem ein Kriegsschiff, eine Straße, eine molukkische soziale Organisation und eine Frauenzeitschrift benannt.

## Biografie
Tijahahu wurde am 4. Januar 1800 im Dorf Abubu auf der Insel Nusa Laut im heutigen Maluku geboren. Ihr Vater war Hauptmann Paulus Tijahahu vom Klan der Soa Uluputi. Martas Mutter starb, während ihre Tochter im Säuglingsalter war, und sie wurde von ihrem Vater großgezogen. Als Kind begleitete sie ihn manchmal bei der Planung von Angriffen.
Ab 1817 kämpfte sie zusammen mit ihrem Vater einen Guerillakrieg gegen die holländische Kolonialregierung. Sie unterstützten auch Pattimuras Armee. Sie war bei mehreren Schlachten zugegen. Bei einer Schlacht auf Saparua töteten die indonesischen Truppen den holländischen Befehlshaber Richement und verwundeten seinen Stellvertreter Meyer. In einer anderen Schlacht gelang es ihr und ihren Truppen, die holländische Festung Duurstede niederzubrennen. Während der Schlachten soll sie, wenn ihren Truppen die Munition ausgegangen war, Steine und Speere gegen die holländischen Streitkräfte verwendet haben.
Nachdem Vermeulen Kringer den Befehl über das holländische Militär auf Maluku übernommen hatte, wurden Tijahahu, ihr Vater und Pattimura im Oktober 1817 gefangen genommen. Während sie auf der HNLMS Evertsen nach Nusa Laut transportiert wurden, war Tijahahu die einzige Soldatin, die nicht bestraft wurde; dies lag an ihrem jungen Alter. Zeitweise wurde sie in Fort Beverwijk festgehalten, wo ihr Vater hingerichtet wurde. Später im Jahr 1817 wurde sie freigelassen. Sie kämpfte weiterhin gegen die Holländer.
Bei einer Säuberungsaktion im Dezember 1817 wurden Tijahahu und mehrere andere ehemalige Rebellen gefangen genommen. Die gefangenen Guerillakrieger wurden auf der Evertsen nach Java transportiert, um dort als Sklaven auf Kaffeeplantagen zu arbeiten. Tijahahu erkrankte auf dem Weg. Während das Schiff die Bandasee überquerte, starb sie am 2. Januar 1818, nachdem sie Nahrung und Medizin abgelehnt hatte. Sie erhielt noch am selben Tag eine Seebestattung.

## Vermächtnis
Kurz nach Indonesiens Unabhängigkeitserklärung wurde Tijahahu zur Nationalheldin Indonesiens erklärt, und der 2. Januar wurde ihr als Feiertag gewidmet. An diesem Tag streuen die Bewohner Malukus bei einer offiziellen Zeremonie zum Gedenken an ihre Kämpfe Blütenblätter auf die Bandasee. Diese Zeremonie ist allerdings kleiner als die für Pattimura am 15. Mai.
Mehrere Denkmäler wurden Tijahahu gewidmet. In Ambon, der Hauptstadt Malukus, wurde 1977 eine 8 Meter hohe Statue errichtet, die die Bandasee überblickt. In Abubu wurde an ihrem 190. Todestag eine weitere Statue errichtet. Außerdem sind unter anderem eine Straße in Ambon und das Kriegsschiff KRI Martha Christina Tiahahu nach ihr benannt.
Ihr Name wird auch von Organisationen als Symbol für Tapferkeit und einen „mutigen Geist“ benutzt, zum Beispiel eine soziale Organisation für Molukken in Jakarta und eine Frauenzeitschrift aus Ambon.